# Caverswall Castle
Caverswall Castle är ett slott i Storbritannien. Det ligger i grevskapet Staffordshire och riksdelen England, i den södra delen av landet, 210 km nordväst om huvudstaden London. Caverswall Castle ligger 188 meter över havet.
Terrängen runt Caverswall Castle är platt. Runt Caverswall Castle är det ganska tätbefolkat, med 192 invånare per kvadratkilometer. Närmaste större samhälle är Stoke-on-Trent, 7,8 km väster om Caverswall Castle. Trakten runt Caverswall Castle består i huvudsak av gräsmarker.